# Вул, Джон
Джон Эллис Вул (John Ellis Wool) (20 февраля 1784 – 10 ноября 1869) — американский военный, участник войны 1812 года, Мексиканской войны и Гражданской войны. В годы войны с Мексикой он уже считался самым способным генералом армии и превосходным организатором. В 1861 году он был одним из четырёх старших генералов армии США. К моменту начала гражданской войны ему было 77 лет, и он был самым старым генералом среди всех участников конфликта.

## Ранние годы
Джон Эллис Вул родился в Ньюберге в штате Нью-Йорк. Осиротев в юном возрасте, переехал жить к деду Джеймсу Вулу в Трою (Нью-Йорк). Учился в местной школе и в возрасте двенадцати лет начал работать в магазине в Трое. Позже он начал изучать юриспруденцию в одной из местных юридических фирм, чтобы быть принятым в адвокатуру.

## Англо-американская война
Когда началась англо-американская война 1812—1815 годов 28-летний Вул был практикующим адвокатом в Трое, Нью-Йорк. Вызвавшись добровольцем, Джон был назначен капитаном 13-го пехотного полка США 14 апреля 1812 года. Он участвовал в битве на Куинстон-Хайтс в 1812 году, где его был ранен в бедро. Во время боя он рыбацкими тропами провёл группу американских солдат к позициям британской артиллерии, расположенным на вершине высоты. Перед лицом атаки английской пехоты во главе со знаменитым британским генералом Айзеком Броком Вул сплотил своих людей, и они удержали позиции. Атака была отбита, в результате чего Брок погиб. Тем не менее, американцы в конечном итоге проиграли битву.
После выздоровления Вул 13 апреля 1813 года получил звание майора 29-го пехотного полка США, которым он с отличием руководил в битве при Платтсбурге в 1814 году. Поскольку война подходила к концу, 11 сентября 1814 года он был временно повышен в звании до подполковника. По состоянию на 17 мая 1815 года Джон Вул был майором 6-го пехотного полка США.
Сирота с небольшим формальным образованием, Вул предпочёл остаться на военной службе и был отправлен в Европу для наблюдения за иностранными военными организациями и операциями. 29 апреля 1816 года он был произведён в полковники и назначен генеральным инспектором армии.

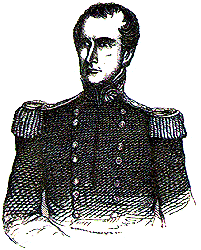
Полковник Джон Э. Вул, ок. 1825

Вул также участвовал в насильственном выселении индейцев-чероки из Джорджии и Теннесси в 1830-х годах. В рамках этой операции он основал Форт Батлер в современном Мерфи (Северная Каролина), служившим в качестве восточного штаба войск, выселявших чероки.
В 1841 году Вул был произведён в бригадные генералы.

## Мексиканская война и Орегон
В начале американо-мексиканской войны Вул принял участие в Северомексиканской кампании. Он был назначен командиром Центральной дивизии в Сан-Антонио, и находился в подчинении генералу Закари Тейлору. Дивизия Вула состояла из двух драгунских регулярных эскадронов, артиллерийской регулярной батареи Джона Вашингтона, трёх рот 6-го пехотного полка, двух иллинойсских полков Хардина и Бисселла, и в целом насчитывала 3400 человек. 28 сентября часть этой армии, численностью 1954 человек, выступил из Сан-Антонио и начал наступление на Чиуауа. План наступления был составлен наспех после объявления войны и был слабо проработан. Неизвестен был характер местности; неизвестно, сможет ли Вул дойти до Чиуауа и есть ли в этом практический смысл; неизвестно, сможет ли он наступать на юг после взятия Чиуауа. Вашингтон ждал от Вула плана наступления, а Вул ждал от Вашингтона конкретных приказов.
Вул прошёл почти 900 миль от Сан-Антонио (штат Техас), не встречал сопротивления противника, после чего 17 декабря ему было приказано отменить наступление на Чиуауа и срочно присоединиться к армии Тейлора в Салтильо.

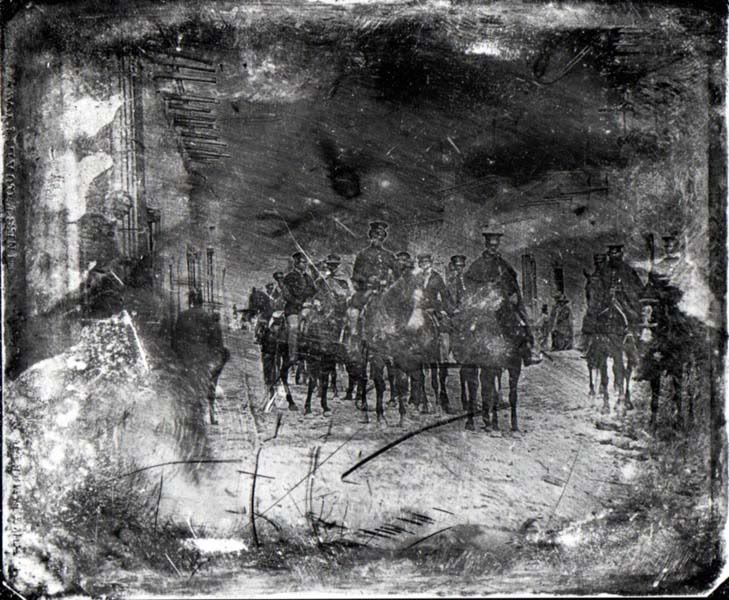
Генерал Вул со штабом на Калье-Реаль, Салтильо. 1847

Во время пребывания в Салтилло военным корреспондентом было сделано дагеротипное изображение генерала вместе с его штабом. Этот снимок считается одной из первых фотографий, сделанных в зоне боевых действий.
В составе армии Тейлора Вул участвовал в сражении при Буэна-Висте. Руководство Вула было вознаграждено мечом Конгресса, вотумом благодарности и временным повышением в генерал-майоры. После битвы он командовал оккупационными силами северной Мексики.
В конце войны Вул командовал Департаментом (округом) Востока (1847—1854 и 1857—1860) и Департаментом Тихого океана (1854—1857).
Во главе Департамента США по Тихоокеанскому региону генерал Вул внёс значительный вклад в урегулирование индейских войн в Орегоне, особенно войны на реке Рог. Он вступил в конфликт поздно, после того, как было сформировано территориальное правительство Орегона, и орегонские ополченцы совершили ряд актов геноцида против племён юго-западной части Территории Орегон (включая современный штат Вашингтон). Находясь в Калифорнии, генерал Вул написал местным газетам свое мнение о ситуации в Орегоне. Он защищал индейские племена и осуждал подобные действия ополченцев. Федеральное правительство решило переселить индейцев в резервации, чтобы спасти их от дальнейшего насилия со стороны поселенцев, и Вул должен был это осуществить.

## Гражданская война

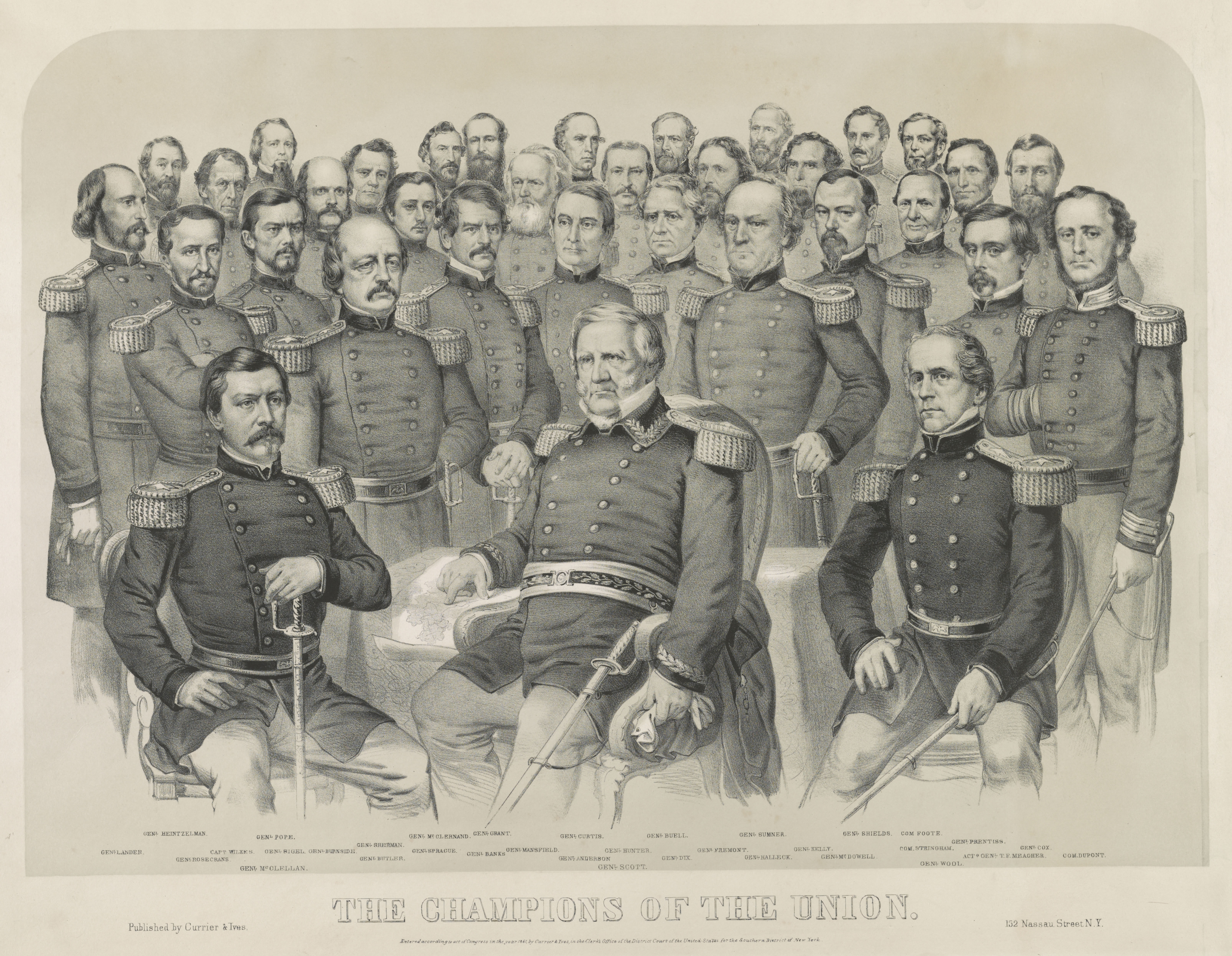
Генерал Вул и «Чемпионы Союза», литография Currier & Ives, 1861

Когда в апреле 1861 года началась гражданская война, Вулу только что исполнилось 77 лет, он был на два года старше Главнокомандующего армии США Уинфилда Скотта. В отличие от Скотта, который страдал ожирением, подагрой и другими недугами, Вул всё ещё был в хорошей форме и мог садиться на лошадь.
В августе 1861 года Джон Эллис Вул был назначен командующим армейского департамента Виргиния и возглавлял его до июня 1862 года. Своими быстрыми и решительными действиями он обеспечил защиту Форта Монро в штате Виргиния, в то время когда другие военные объекты Армии США на юге один за другим переходили под контроль конфедеративных сил. Форт охранял вход в Чесапикский залив и реку Джеймс, выходя на Хэмптон-Роудс и военно-морскую верфь Госпорта, которые захватили конфедераты. Форт Монро должен был служить главным складом снабжения войск генерал-майора Джорджа Б. Макклеллана во время Кампании на полуострове. Семидесятивосьмилетний Вул думал, что Макклеллан был не достаточно агрессивен в своём наступлении на Ричмонд и в мае 1862 года послал войска, чтобы занять военную верфь, Норфолк и окружающие города после того, как конфедераты оставили их. Президент США Авраам Линкольн лично наблюдал за захватом Норфолка и впоследствии наградил Вула, повысив его до полного генерал-майора регулярной армии. Вул был лишь 23-м человеком, получившим это звание с момента его создания в 1791 году.
Учитывая преклонный возраст Вула президент в июне 1862 года перевёл его на должность 2-го командующего Департамента Средне-Атлантических штатов, который 22 июля 1862 года стал VIII корпусом. Затем Вул служил 1-м командующим 8-м корпусом армии США до 22 декабря 1862 года. 3 января 1863 года он вновь принял командование Департаментом Востока, где прослужил до 18 июля 1863 года.
Но в конце концов Вулу удалось найти способ вернуться в действующую армию. После битвы при Геттисберге он привёл отряды войск из этого региона чтобы восстановить контроль в Нью-Йорке во время и после призывных волнений в июле того же года. Американские войска достигли города после того, как мятежники уже разрушили многие здания,. Несмотря на небольшие силы, которую он имел под рукой, Вулу успел сдерживать ситуацию, пока не прибыло подкрепление. Таким образом, в течение 13–17 июля 1863 года Вул был де-факто военным командующим Нью-Йорка.
1 августа президент Линкольн издал приказ об увольнении Вула со службы после 51 года службы в армии. В возрасте 79 лет он был самым старшим генералом, выполнявшим активное командование в любой армии во время войны.

## Выход на пенсию и смерть

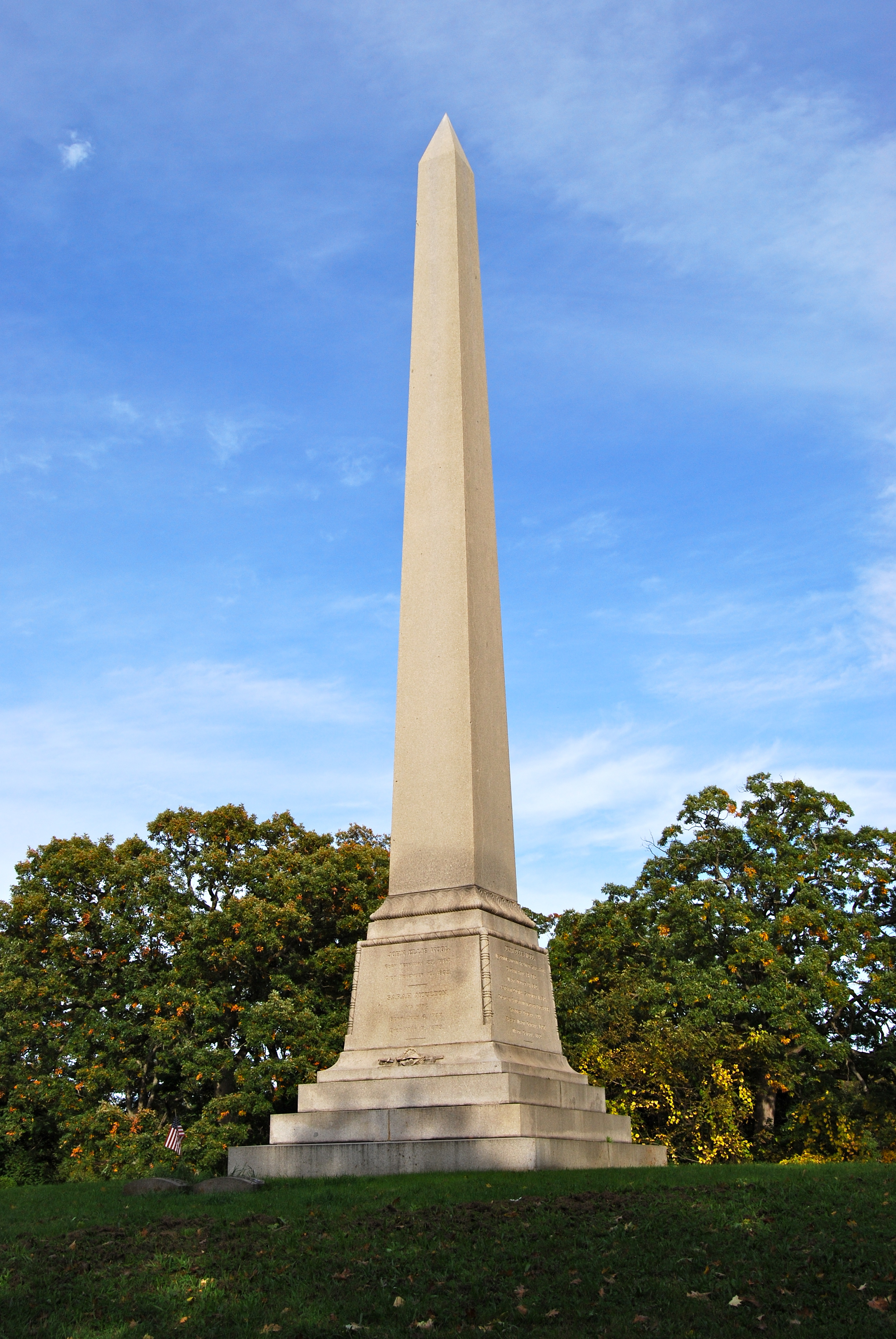
Памятник Вулу на кладбище Оквуд

Вул, который считал, что всё ещё достаточно здоров и пригоден для службы, был ошеломлён и возмущён своим увольнением и написал серию писем в военное министерство в знак протеста, но безрезультатно. В оставшиеся нескольких лет своей жизни он продолжал посылать письма тогдашнему президенту Эндрю Джонсону и Улиссу Гранту, но всё также безрезультатно.
После увольнения из армии Вул оставшиеся пять лет своей жизни прожил в Трое (штат Нью-Йорк), где и умер 10 ноября 1869 года. Он был похоронен в Трое на кладбище Оквуде, где был установлен обелиск как памятник Вулу на кладбище.